# Venturia effusa
Espèce
Venturia effusa est une espèce de champignons de la famille des Venturiaceae.

## Systématique
Le nom correct complet (avec auteur) de ce taxon est Venturia effusa (G.Winter) Rossman (d) & W.C. Allen (d), 2016.
L'espèce a été initialement classée dans le genre Fusicladium sous le basionyme Fusicladium effusum G. Winter, 1885.
Venturia effusa a pour synonymes :
- Cladosporium effusum (G. Winter) Demaree, 1928
- Fusicladium effusum G. Winter, 1885
- Fusicladosporium effusum (G. Winter) Partr. & Morgan-Jones, 2003